# Jeanne de Palatinat-Simmern
Jeanne de Palatinat-Simmern (* 1er juillet 1512, morte le 2 février 1581 à l'abbaye de Marienberg, Boppard) était abbesse de l'abbaye de Marienberg. 

## Biographie
Jeanne était une fille du Comte palatin et le duc Jean II de Palatinat-Simmern (1492-1557) de son mariage avec Béatrice de Bade (1492-1535), fille du marquis Christophe Ier de Bade. Elle était la sœur du prince-électeur Frédéric III du Palatinat.
Jeanne est entré avec sa sœur Ottilie en 1520 dans le Couvent des bénédictines de Marienberg à Boppard. Dix ans plus tard, leur sœur Marie, entre comme religieuse dans le monastère. Jeanne a été prieure et en mars 1576 elle est devenue abbesse du monastère.

## Littérature
- Christoph Brouwer: Metropolis Ecclesiae Trevericae, Sumptibus et typis Rudolphi Friderici conrad christophe, 1855, P. 583